# Rubén Licona
Rubén Darío Licona Juárez (Catacamas, Olancho, Honduras; 29 de septiembre de 1986) es un polifuncional futbolista hondureño. Juega de delantero y su equipo actual es el Victoria de la Liga Nacional de Honduras.
Es primo del también futbolista Marlon Licona, al cual se enfrentó en la final del Torneo Apertura 2014, durante su paso por Real Sociedad.

## Clubes
| Club               | País     | Año             |
| ------------------ | -------- | --------------- |
| Atlético Olanchano | Honduras | 2006 - 2009     |
| Necaxa             | Honduras | 2009 - 2011     |
| Victoria           | Honduras | 2011 - 2014     |
| Real Sociedad      | Honduras | 2014 - 2015     |
| Victoria           | Honduras | 2016 - Presente |

## Palmarés

### Campeonatos nacionales
| Título               | Club   | País     | Año  |
| -------------------- | ------ | -------- | ---- |
| Apertura del Ascenso | Necaxa | Honduras | 2009 |
| Clausura del Ascenso | Necaxa | Honduras | 2010 |